# Mitja Nikisch

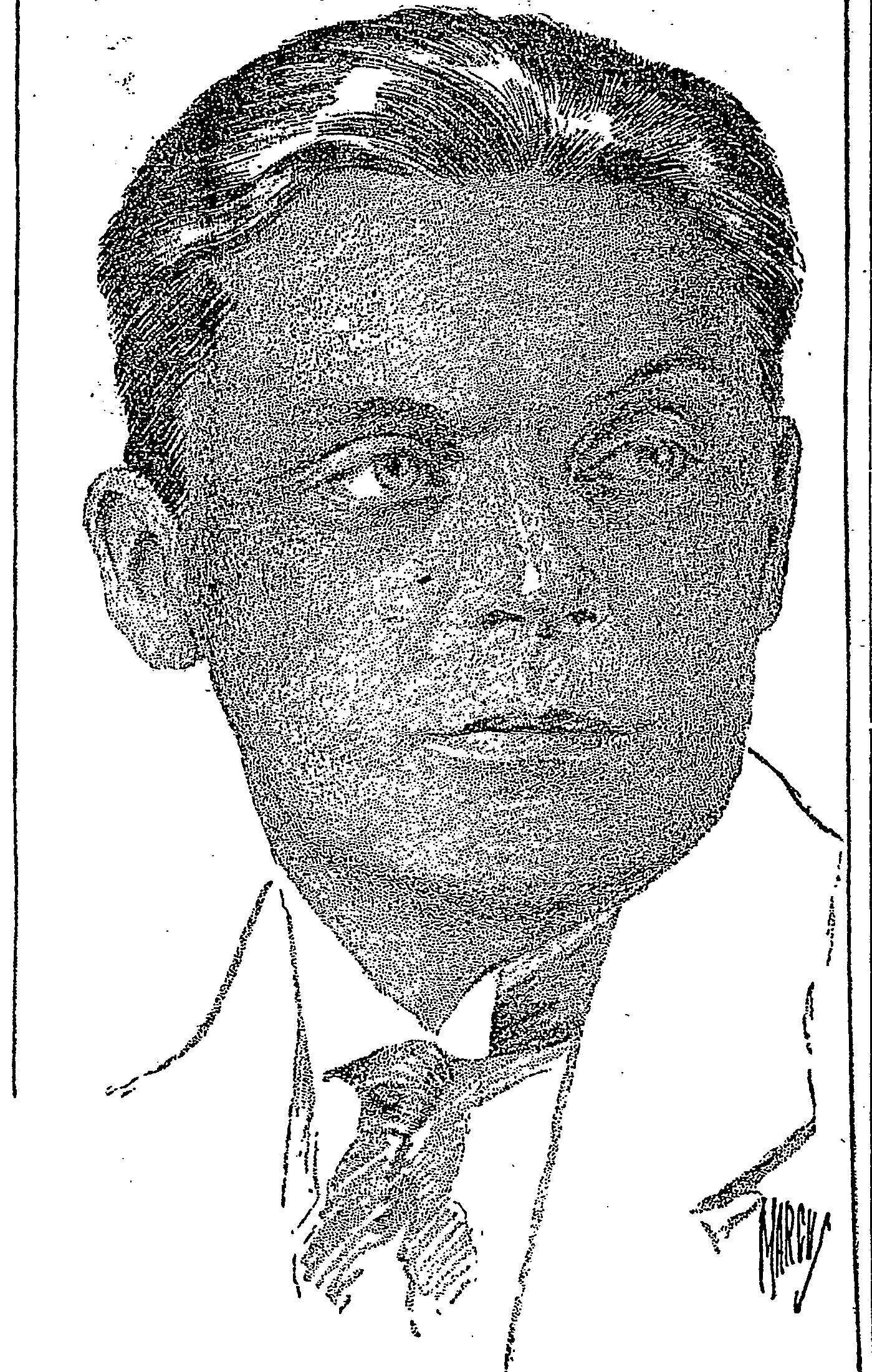
Mitja Nikisch

Mitja Nikisch (* 21. Mai 1899 in Leipzig; † 5. August 1936 in Venedig) war ein deutscher Pianist, Komponist und Tanzorchester-Leiter.

## Leben und Wirken

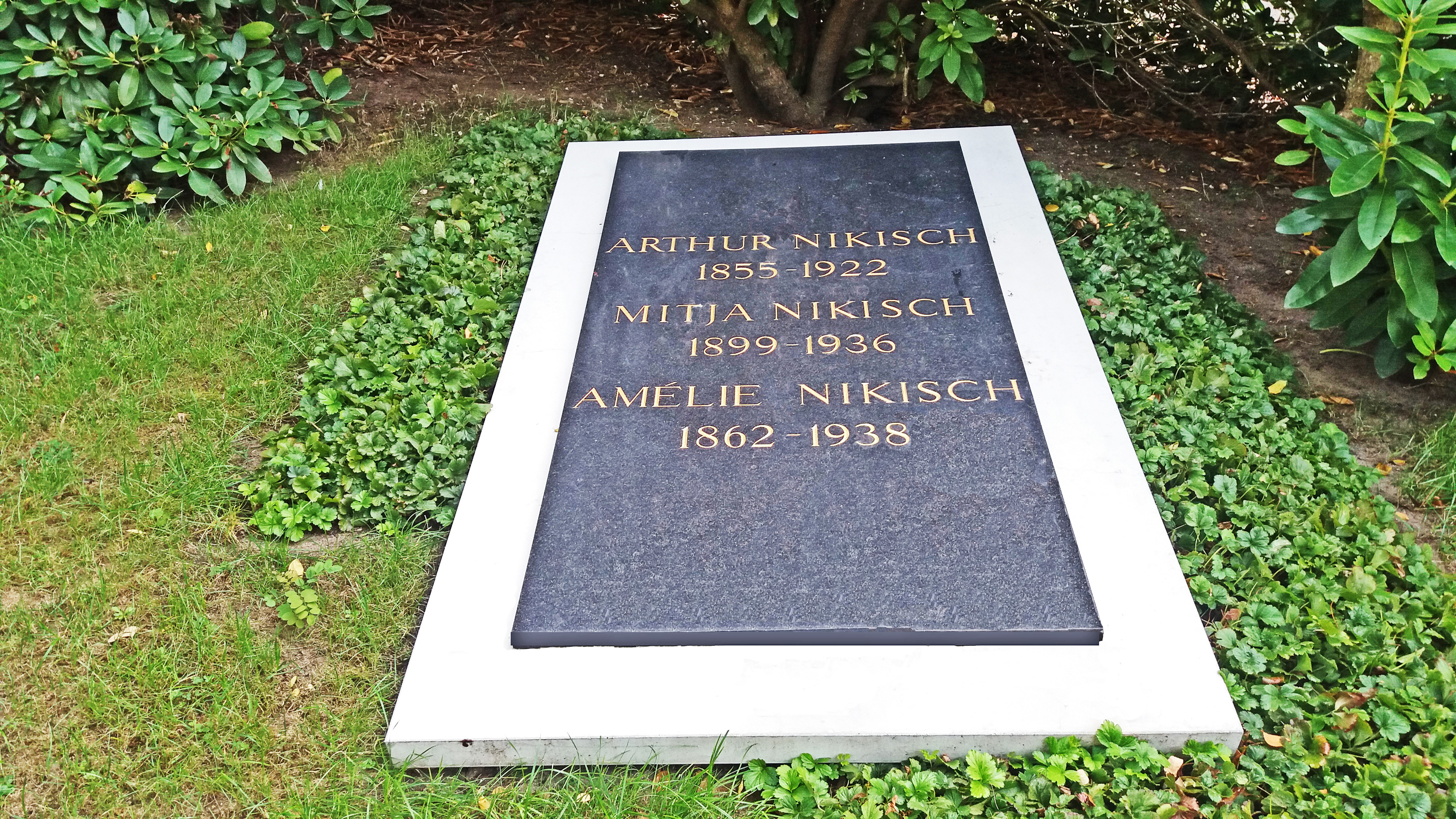
Grabstätte Mitja Nikisch auf dem Südfriedhof in Leipzig

Der Sohn des Dirigenten Arthur Nikisch und der Schauspielerin Amélie Heussner war in erster Linie Pianist und studierte von 1913 bis 1917 am Leipziger Konservatorium bei Robert Teichmüller und Joseph Pembaur Klavier und bei Stephan Krehl Musiktheorie und Komposition. Ab 1919 unternahm er als Pianist Konzertreisen, 1923 nahm er Werke von Chopin auf Klavier-Rollen auf; doch wechselte er das Metier und gründete 1925 ein Tanzorchester.
Aufgrund der beachtlichen Erfolge von Paul Whiteman bei seinen Auftritten in Berlin bildeten sich auch in Deutschland Jazzsymphonie-Orchester mit bis zu 20 Musikern. Mitja Nikisch wurde in dieser Entwicklung führend und hatte den Ruf eines „deutschen Whiteman“. Schon 1927 machte er bei Parlophon Aufnahmen mit einem „symphonisch besetzten Jazz-Orchester“. Sein Mitja Nikisch Tanz-Orchester war Ende der 1920er-Jahre ein außerordentlich gut besetztes, mit hochkarätigen internationalen Solisten gespicktes Ensemble: George Hirst, Danny Polo, David Bee, Eddie Rosner, die Brüder Waldi und Adalbert Luczkowski sowie Christian Wagner zählten zu den Solisten der Band, über die der in Berlin vielbeschäftigte Gitarrist Otto Sachsenhauser urteilte: „Die beste Band, der ich jemals angehörte!“ 1929 kam es zu gemeinsamen Auftritten mit den Syncopators von Stefan Weintraub. 1930 und 1931 spielte er mit seinem Tanz-Orchester im Berliner Casanova-International Casino. Aufgrund der NS-Diktatur musste er die Band aufgeben.
Er spielte 1934 Mozarts Klavierkonzert (KV 466) mit den Berliner Philharmonikern unter Rudolf Schulz-Dornburg ein und widmete sich verstärkt der Komposition. Sein Klavierkonzert gilt als das kompositorische Hauptwerk; er vollendete es kurz vor seinem Tod und widmete es seiner zweiten Frau Barbara. 1941 kam es zur Uraufführung unter Charles Münch in Paris. Solist war Nikischs Jugendfreund Kostia Konstantinoff (* 1903; † 1947); die deutsche Erstaufführung fand erst 1988 in München statt.

## Tondokumente (Auswahl)
Als Pianist
- Mozart, Klavierkonzert Nr. 20 d-Moll, KV 466. Berliner Philharmoniker, Dirigent: Rudolf Schulz-Dornburg.  Telefunken E.1643 - 1646.  Berlin, März 1934. Aufnahme auf YouTube

Mit symphonisch besetztem Jazzorchester
- Strauß-Fantasien eines Jazz-Musikers (Theo Mackeben) I und II  Parlophon P.9175 (20 422/20 423 W)
- Blue Skies (Irving Berlin) Parlophon P.9178 (20 363-II W)
- Alabama Stomp (Jimmy Johnson) Parlophon P.9178 (20 634 W)
- Henderson Stomp (Fletcher Henderson) Parlophon P.9187 (20 550W) – 1927
- Symphonische Jazz-Variationen über „Hallelujah!“ (Vincent Youmans, arr. Nikisch) Parlophon P.9209 (20 605 W)
- Symphonische Jazz-Variationen über „Ain’t She Sweet“ (Ager & Yellen, arr. Nikisch)  Parlophon P.9209 (20 637 W) – 1928
- Symphonische Jazz-Variationen über „Blue River“ (Bryan & Meyer, arr. Nikisch) Parlophon P.9248 (20 703-II W)
- Ain't That a Grand and Glorious Feeling (Milton Ager) Parlophon P.9249 (20 638 W) 1928[7]
- Ziki Paki Ziki Pu. One–Step (Vittorio Mascheroni, arr. Nikisch) Parlophon B.12 101-I (mx. 37 854) – 1928
- Hochzeit der Holzpuppen (The Wedding of the Painted Doll) Foxtrott-Einlage a. d. Charell-Revueoperette Die drei Musketiere (N. H. Brown, arr. Nikisch) Parlophon B.12 101-II (mx. 37 855) 1928[8]

Mit Tanzorchester
- Eine Liebelei so nebenbei. Foxtrot aus dem Ufa-Tonfilm der Erich-Pommer-Produktion Einbrecher (Text und Musik von Friedrich Hollaender) Mitja Nikisch und sein Orchester mit Refraingesang: Paul Dorn. Electrola E.G.2177 (mx. BD 9358-2). Berlin,  Dezember 1930
- Lass' mich einmal deine Carmen sein. Paso doble aus dem Ufatonfilm der Erich Pommer-Produktion Einbrecher (Text und Musik von Friedrich Hollaender)  Mitja Nikisch & sein Orchester, Gesang: Paul Dorn. Electrola E.G.2177 (mx. 0D 13-2). Berlin, Januar 1931
- Ich kann, ich will... (Should I ?) Fox Trot aus Lord Byron of Broadway (Nacio Herb Brown & Arthur Freed) Mitja Nikisch m.s. Tanz-Orchester, Refraingesang Paul Dorn. Electrola E.G.2228 (mx. 0D 107-2). Berlin, Februar 1931
- Ich steh’ im Schnee und wart’ auf Dich. Fox Trot (Dr. Bronisław Kaper) Tanzorchester Mitja Nikisch, Refrainges.: Paul Dorn. Electrola E.G.2228 (OD 106-II). Berlin, Februar 1931

## Abbildungen
- Photo von Nikisch mit Unterschrift
- Arthur Nikisch and his son Mitja Nikisch. Hungarian German conductor 12 October 1855 23 January 1922